# أوشي نوايفونا
أوشي نوايفونا (بالإنجليزية: Uche Nwaefuna)‏، هي مُمثلة وعارضة أزياء نيجيرية.

## وصلات خارجية
أوشي نوايفونا على موقع IMDb (الإنجليزية)